# Liste der Monuments historiques in Samonac
Die Liste der Monuments historiques in Samonac führt die Monuments historiques in der französischen Gemeinde Samonac auf.

## Liste der Bauwerke
| Bezeichnung              | Beschreibung              | Standort                  | Kennzeichnung | Schutzstatus | Datum | Bild           |
| ------------------------ | ------------------------- | ------------------------- | ------------- | ------------ | ----- | -------------- |
| Kirche St-Martin         | Erbaut im 16. Jahrhundert | (Lage)                    | PA00083830    | Inscrit      | 1925  | weitere Bilder |
| Kriegerdenkmal 1914–1918 |                           | Place de la Mairie (Lage) | PA33000181    | Inscrit      | 2014  |                |

## Liste der Objekte
| Bezeichnung               | Beschreibung                              | Standort                       | Kennzeichnung | Schutzstatus | Datum | Bild |
| ------------------------- | ----------------------------------------- | ------------------------------ | ------------- | ------------ | ----- | ---- |
| Weihwasserbecken          | Stein, 17. Jahrhundert                    | in der Kirche St-Martin (Lage) | PM33001619    | Inscrit      | 1986  |      |
| Skulptur Madonna mit Kind | Holz, vergoldet, 19. Jahrhundert          | in der Kirche St-Martin (Lage) | PM33001411    | Inscrit      | 1980  |      |
| Kanzel                    | Stein, Ende des 18. Jahrhunderts          | in der Kirche St-Martin (Lage) | PM33000781    | Classé       | 1971  |      |
| Altar und Retabel         | Holz, bemalt, Anfang des 19. Jahrhunderts | in der Kirche St-Martin (Lage) | PM33001620    | Inscrit      | 1986  |      |